# Тайната вечеря (Леонардо да Винчи)
Тайната вечеря (на италиански: Il Cenacolo или L'Ultima Cena) е стенопис от Леонардо да Винчи, изписан за неговия покровител херцог Лудовико Сфорца.
На картината е изобразена сцена от Тайната вечеря от последните дни на Исус, както е описано в Библията. Картината се позовава на Йоан 13:21, в което Исус казва, че един от неговите 12 апостоли ще го предаде. Творбата е една от най-познатите и ценни картини в света; за разлика от много други ценни картини обаче, тази не е била частна собственост, защото не може да се премества.

## Композиция и значение
Изображението е с размери 460 на 880 см и се намира на стената в трапезарията на манастира Санта Мария деле Грацие в Милано. Темата е традиционна за християнското изкуство, но интерпретацията на Леонардо ѝ придава повече реализъм и дълбочина. Отсрещната страна на трапезарията е заета от фреска „Разпятие“ от Донато Монторфано, към която Леонардо добавя фигури от семейството на Сфорца. Да Винчи започва работата си по „Тайната вечеря“ през 1495 и я завършва през 1498 г. – но не работи постоянно само по тази картина през този период.
„Тайната вечеря“ акцентира върху реакциите на всеки един от апостолите, когато Исус им съобщава, че някой от тях ще го предаде. Фигурата на Христос е разположена в центъра на изображението. Перспективното решение е такова, че пресечна точка на всички линии се явява главата на Исус. Това допълнително усилва усещането за значимостта му. Някои изкуствоведи смятат, че идеята на Леонардо е да представи Бог като „първообраз“ (il primo motore) на всичко във Вселената. Обръща се внимание на особеното движение сред учениците на Исус, предизвикано от съобщението му. Ритъмът на позите им е сравняван с някои чертежи на машини от Леонардо.
Всичките дванадесет апостоли имат различна реакция при новината, с различна степен гняв и шок. Леонардо ги е разделил в четири групи. От ляво надясно:
- Вартоломей, Яков Алфеев и Андрей Първозвани образуват композиция от три фигури; и тримата изглежда са изненадани. Двете ръце на Андрей Първозвани са сякаш за да спре невероятното съобщение.
- Юда Искариотски, Петър и Йоан образуват друга тройна композиция. Юда е в сянка, изглежда уединен, изолиран от света, но изведнъж върнат в реалността от внезапното разкритие на плановете му. В ръцете си държи малка торбичка със сребро, която е получил като отплата за предателството. Петър изглежда ядосан. Той държи нож, който е насочен далеч от Исус. Най-младият апостол, Йоан, изглежда, че губи съзнание.
- Тома, Яков Зеведеев и Филип образуват следващата тройна група от персонажи. Ясно се вижда, че Тома е разтревожен; Яков Зеведеев афектирано вдига ръце във въздуха; изглежда изумен. Филип сякаш иска допълнително обяснение.
- Матей, Юда Яковов (Тадей) и Симон Зилот също са обединени като тройна композиция. И Тадей, и Матей са обърнати към Симон Зилот, вероятно за да разберат дали той няма отговор на въпросите им.

Всички имена са установени от историци изследващи изкуството. През 1800 г. e намерен ръкопис, съдържащ имената на апостолите. Преди това идентифицирани са били само Юда, Петър, Йоан и Исус въз основа на подготвителните етюди на самия Леонардо.
Типично за този тип изображения Леонардо рисува вечерящите само от едната страна на масата, така че никой от тях да не е с гръб към четвъртата стена. Интересно е, че на останалите изображения, засягащи същата тема, Юда винаги е самотен, в противоположния край на масата, далеч от останалите апостоли. Друга особеност на иконографията на тази тип изображения е рисуването на ореол около главите на всички апостоли с изключение на Юда. Леонардо създава по-динамичен и реалистичен ефект, като не отделя Юда от останалите, а го поставя в сянка.

## Техника на рисуване
Леонардо рисува „Тайната вечеря“ по-скоро на суха стена, отколкото на мокра мазилка, така че тя не е истинска фреска. Стенописът не може да бъде променян докато художникът работи върху него, заради което Леонардо решава да зазида каменната стена със слой от борова смола, гипс за скулптури и цимент за спойка, и тогава да рисува върху стената с темпера. Заради този метод изображението не устоява на времето много дълго – няколко години след завършването му то вече показва признаци на разрушаване. Експериментът на художника, който смесва техниките на темперната и маслената живопис е друга причина за бързото ѝ увреждане.

## Щети и реставрации
През 1517 г. изображението започва да се рони. До 1556 г. – по-малко от шестдесет години след като е завършено – то вече е силно увредено, а фигурите стават трудно различими. През 1652 г. e направена врата през тогава неразличимата картина, а по-късно зазидана. Тя все още може да бъде видяна като аркова структура в долната средна част на изображението. Вярва се, че в ранни версии на картината краката на Исус се намирали там в позиция символизираща предстоящото му разпъване.
Първото реставриране на картината е направено през 1726 г. от Микеланджело Белоти, който запълнил липсващите части с маслена боя и след това лакирал цялото изображение. Тази реставрация издържала малко, затова друга била направена през 1770 г. от Джузепе Маза. Маза премахнал работата на Белоти и след това преработил картината. Цялото изображение, с изключение на три лица, било вече възстановено, когато Маза бил задържан за публично нарушение на закона. През 1796 г. френската кавалерия използва трапезарията като затвор. Не е известно дали някои от затворниците не са нанесли щети върху картината. През 1821 г. Стефано Барези – експерт в преместването на цели стенописи от стените им без вреди по тях, бил извикан, за да премести „Тайната вечеря“ на по-безопасно място. Той нанася сериозни щети на централните части на изображението преди да разбере, че работата на Леонардо всъщност не е стенопис. Барези тогава се опитал да презакачи повредените части с лепило. От 1901 г. до 1908 г. Луиджи Савенаджи прави сериозно изследване на структурата на картината и след това я почиства. През 1924 г. Оресте Силвестри прави по-нататъшни почиствания и подобрява някои части чрез хоросан. По време на Втората световна война, на 15 август 1943 г. трапезарията бива ударена от бомба. Защитни торби предпазват картината от разрушаване, но вибрациите от удара частично я повреждат. През периода 1951 г. до 1954 г. друга реставрация бива направена от Мауро Пеличиоли.

### Голямата реставрация
От 1978 до 1999 г. Пинин Брамбила Барцилон ръководи голям реставрационен проект, чиято цел е трайно да се стабилизира картината и да се премахнат разрушенията, причинени от прах, замърсяване и неуспешните опити за реставрация от XVIII и XIX век. Тъй като се оказва, че картината не може да бъде преместена на друго място, където да се съхранява по-добре, трапезарията е преустроена в затворено и климатизирано пространство. След това е предприето подробно проучване, за да се определи оригиналната форма на картината, като се използват инфрачервена рефлектоскопия и оригиналните скици, съхранени в Кралската библиотека в замъка Уиндзор. Някои части се оказват дотолкова повредени, че е невъзможно да бъдат реставрирани. Те са пренарисувани със значително по-светли тонове, за да се покаже, че не представляват части от оригиналната творба.
Тази реставрация отнема 21 години и на 28 май 1999 г. картината отново е достъпна за посетители. Посетителите трябва предварително да запазят ред и могат да останат пред стенописа само за 15 минути. Когато реставрацията приключва, започва спор за силната промяна на цветовете и тоновете, както и за някои черти по лицата. Джеймс Бек, професор по история на изкуствата в Университета в Колумбия и учредител на ArtWatch International, е един от основните критици на реставрацията.
В абатство Тангерло, Белгия има добре запазено текстилно копие на „Тайната вечеря“ от 16 век. На него се виждат много детайли, които вече са неразличими в оригинала. Римският мозаечен майстор Джакомо Рафаели прави друго копие с размери 1:1 с оригинала през 1809 – 1814 г. в църквата Миноритенкирхе във Виена.

## Легенди и алтернативни теории
Съществува схващане, че за нарисуването на Исус и Юда е използван един и същ модел. Младият мъж, който позира на Леонардо за образа на Исус, е едва 19-годишен пекар. Няколко години по-късно Леонардо открива някакъв престъпник за модел на Юда, без да съзнава, че това е същият човек. Няма доказателство, че Леонардо е използвал един и същ модел за двете фигури; предполага се, че е така, заради големия период, в който Леонардо е рисувал стенописа.

## „Тайната вечеря“ в популярната култура
- Шифърът на Леонардо

Централна тема в романа е теория, за първи път публикувана през 1997 в Прозрението на тамплиерите от Лин Пикнет и Клайв Принс, според която човекът, изобразен отляво на Исус (от негово дясно) всъщност е Мария Магдалена, а не апостол Йоан (както повечето историци смятат).
В книгата се казва, че апостол Йоан / Мария Магдалена има женски гърди, женствени черти на лицето и грациозно се е наклонил към Петър. Петър изглежда прави някакъв заплашителен жест към гърлото на Йоан/Мария. Освен това се вижда и ръка, доближаваща се към Йоан/Мария, която също прави заплашителен жест. Ако се преброят ръцете, на пръв поглед тази ръка не принадлежи на никого. Всъщност ясно си личи, че ръката е на мъжа, облечен с розова дреха. Той е протегнал ръка към Петър и тя минава зад тялото на човека, облечен в жълто-зелена дреха.
Авторът използва тази теория, за да докаже, че Леонардо да Винчи някога е бил глава на тайно общество – Ордена на Сион, което пази тайната на царската кръвна линия на Исус, и че неговите наследници са живи и до днес.
Критики на тази хипотеза:
1. Заради щетите не е възможно да се определи пола на фигурите, но те всички носят мъжки дрехи.
2. Има тринайсет фигури на картината и ако една от тях е Мария Магдалена, то тогава един от апостолите липсва. Друга картина от този период също показва Йоан като женствена фигура с дълга коса. Това е така, защото Йоан е най-младият и безсъмнено най-преданият от всички апостоли.
3. Някои от ранните картини на тема „Тайната вечеря“ са запазени и до днес и на тях никъде не се вижда женско лице.

## Спорът
Леонардо е бил умел в рисуването на разликите между двата пола. Въз основа на предположението, че до Христос е Мария Магдалена, а не Йоан, се отива още по-далеч и се намеква за „специална връзка“ между двамата.